# Hagnagora clustimena
Hagnagora clustimena là một loài bướm đêm trong họ Geometridae.